# 사원수와 회전
사원수(쿼터니언)는 3차원 공간에서 물체의 회전을 표현하는 편리한 수학적 표기법으로 사용된다. 쿼터니언은 임의의 축을 중심으로 회전한 상태를 4개의 숫자로 표현한다. 회전을 표현하는 자세쿼터니언은 컴퓨터 그래픽, 컴퓨터 비젼, 항법, 분자동역학, 비행동역학, 인공위성의 궤도역학,과 자세역학, 결정(crystallographic) 질감 해석에 사용된다.
회전을 나타내는 단위 쿼터니언은 회전쿼터니언이라고도 불린다. 어떤 물체의 자세를 기준좌표계에 대하여 표현할때, 이를 표현한 쿼터니언은 자세쿼터니언이라고 불린다. 단위벡터 {\displaystyle (e_{1},e_{2},e_{3})}에 대하여 {\displaystyle \theta } 만큼 회전한 자세는 쿼터니언으로 {\displaystyle (e_{1}\sin(\theta /2),e_{2}\sin(\theta /2),e_{3}\sin(\theta /2),\cos(\theta /2))}로 표현된다.
회전행렬에 9개의 숫자와 비교하여 쿼터니언은 4개만의 훨씬 적은 갯수의 숫자로 회전을 표현하여 더 효율적이면 수치적으로도 더 안정하다. 오일러각과 비교해서는 짐벌락이라는 현상이 생기지 않는다. 다만, 오일러각이 직관적으로 자세를 이해할 수 있는 반면, 쿼터니언은 직관적인 값을 제공하지는 않는다. 그리고 삼각함수의 주기성으로 인해 같은 자세를 나타내는 쿼터니언은 유일하지 않다.

## 같이 보기
- 클리퍼드 대수
- 피복 공간
- 타원기하학
- 회전 (기하학)
- 스핀 군
- 윌리엄 로언 해밀턴